# Ochramijewyczi
Ochramijewyczi (ukr. Охрамієвичі) – wieś na Ukrainie, w obwodzie czernihowskim, w rejonie koriukowskim, w hromadzie Koriukówka. W 2001 liczyła 848 mieszkańców, spośród których 832 wskazało jako ojczysty język ukraiński, 16 rosyjski, a 2 białoruski.